# Shraddha Jadhav
Shraddha Jadhav (* 1964 in Sangameshwar) ist eine indische Politikerin (Shiv Sena).

## Leben
Jadhav ist seit 1997 Mitglied der Shiv Sena. Seit dem 1. Dezember 2009 ist sie als Nachfolgerin von Shubha Raul Bürgermeisterin von Mumbai. Im Wahlkampf besiegte sie Priscilla Kadam von der Kongresspartei. Jadhav ist verheiratet und hat zwei Söhne. Sie lebt mit ihrer Familie im Stadtteil Parel in Mumbai.